# PZL W-3 Sokół
PZL W-3 Sokół je polský dvoumotorový víceúčelový vrtulník střední váhové kategorie s čtyřlistým nosným a třílistým tlačným vyrovnávacím rotorem. Vrtulník vyrábí společnost PZL-Świdnik (nyní AgustaWestland Świdnik).

## Vývoj

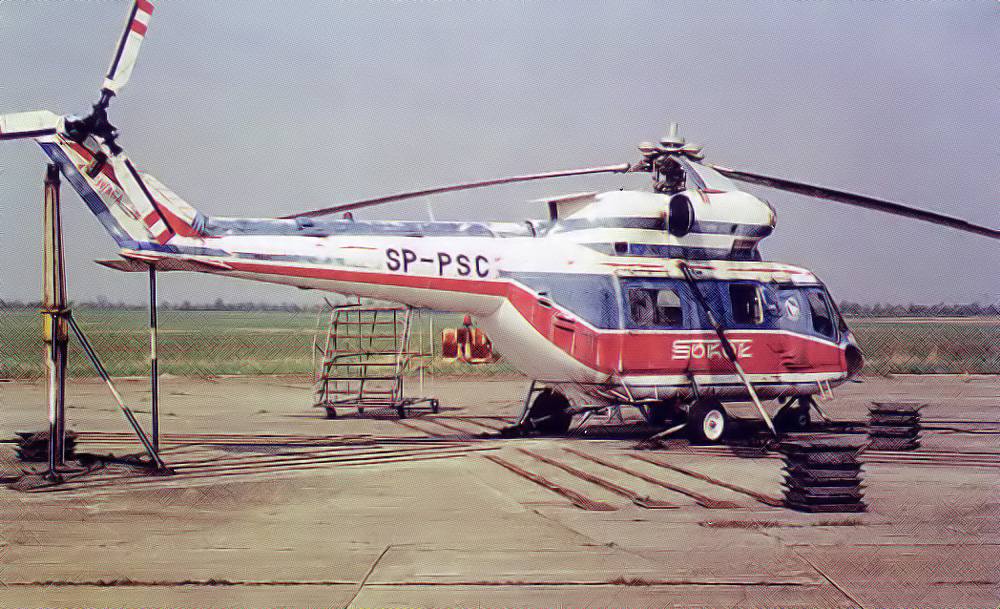
Čtvrtý prototyp

Vrtulník W-3 Sokół je první vrtulník, který byl vyvinut a sériově vyráběn výhradně v Polsku. Jeho vývoj započal v roce 1973. Poprvé vzlétnul 16. listopadu 1979, ovšem ukázaly se jeho nedostatky. Proto došlo k dalšímu vývoji a 6. května 1982 vzlétl další prototyp, který měl zásadní konstrukční změny. Od tohoto data byl také certifikován v Polsku, Rusku, Spojených státech a Německu. Vývoj vrtulníku vycházel ze sovětského lehkého modelu Mil Mi-2, který byl licenčně v Polsku od roku 1962 vyráběn. Vrtulník se začal vyrábět v roce 1985, ale produkce byla zpočátku nízká. Certifikaci FAR-29 (Federal Aviation Regulations) získal vrtulník v USA v květnu 1993. V prosinci téhož roku byla stejná certifikace udělena také v Německu.
W-3 Sokół je vrtulník klasické koncepce, který využívá dva turbohřídelové motory PZL-10W. Je využíván pro vojenské účely, pro potřeby letecké záchranné služby, služby SAR, jako civilní dopravní vrtulník, pro VIP lety a další účely. V pořadí stý kus byl dokončen v červnu 1996.

## Varianty

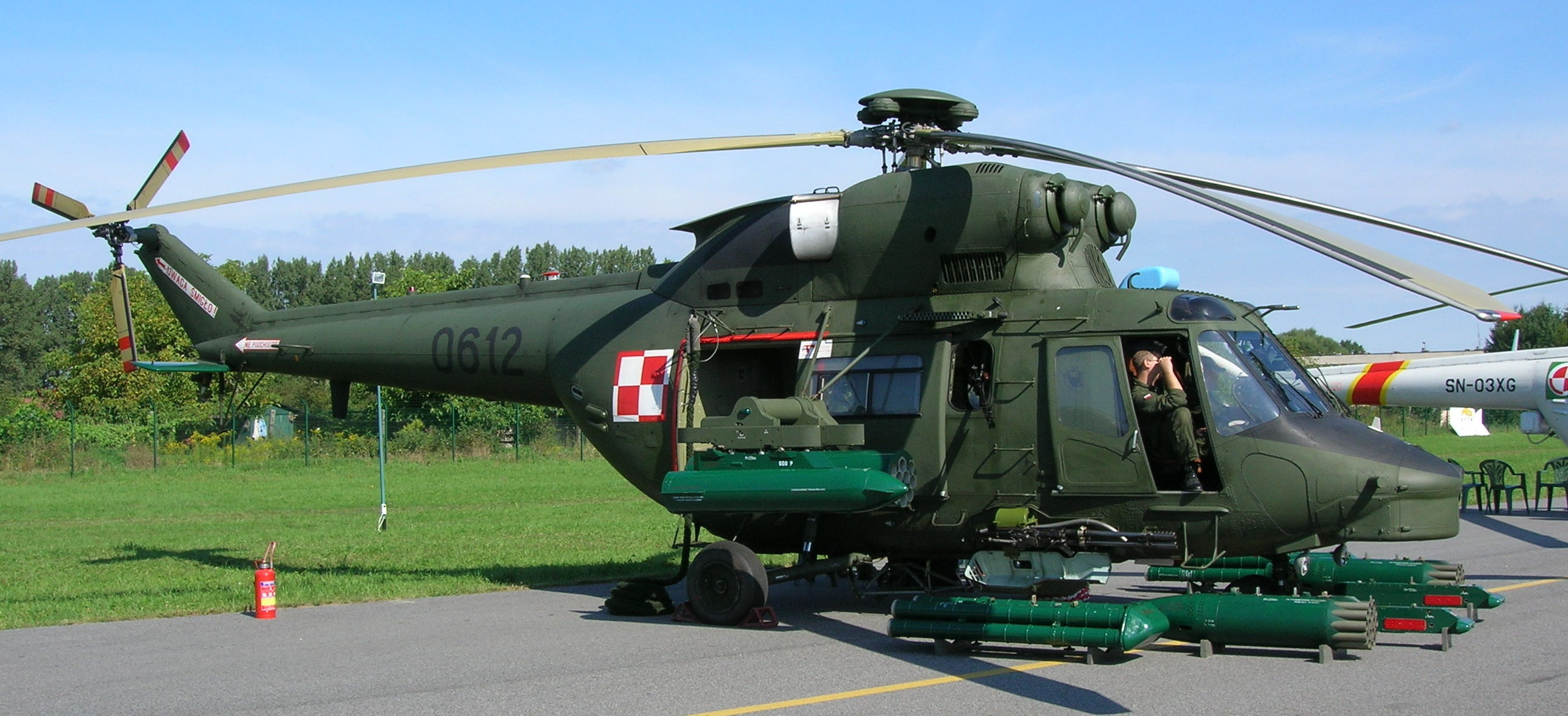
W-3WA Sokół

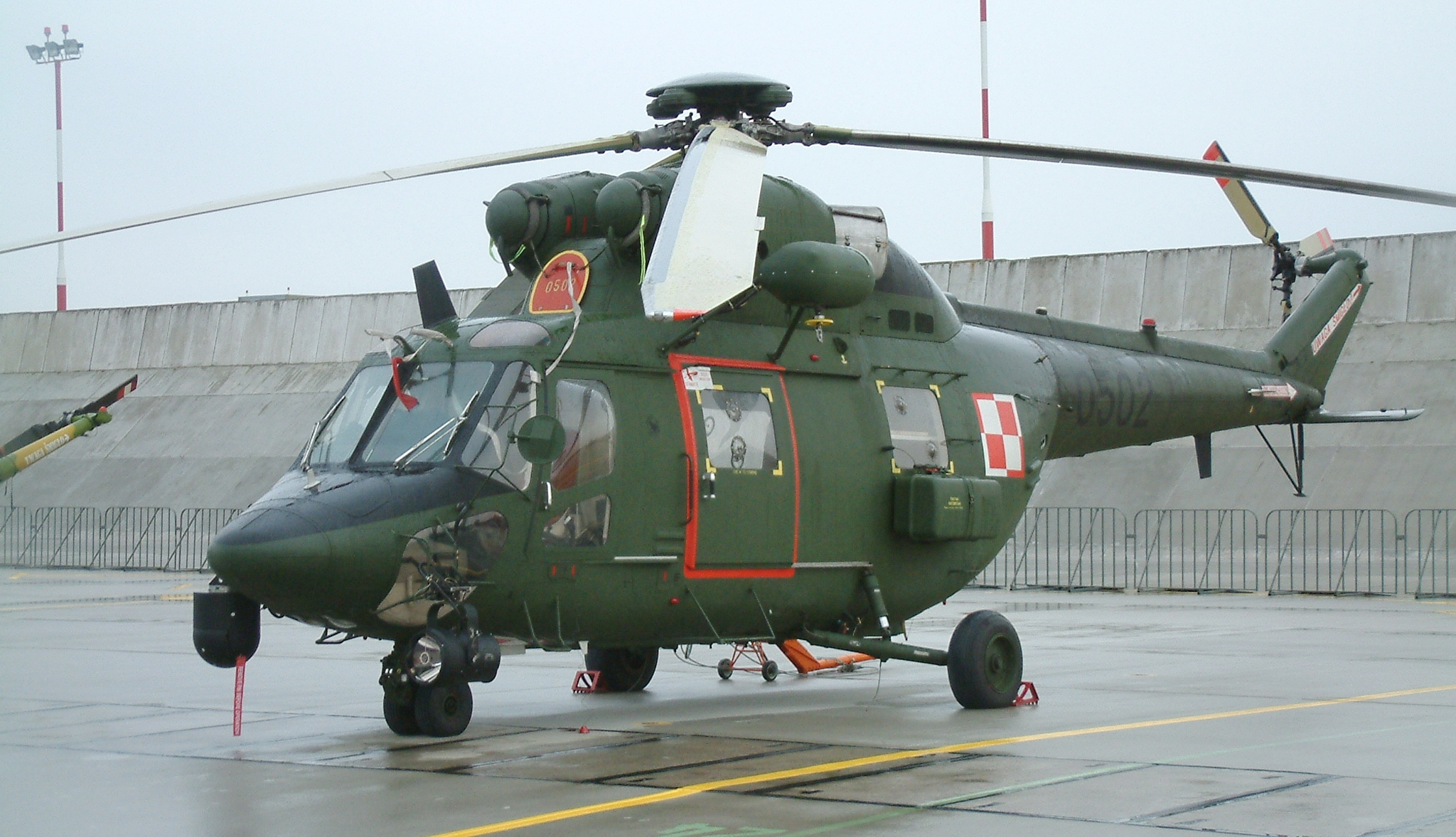
W-3RL Sokół (verze SAR)

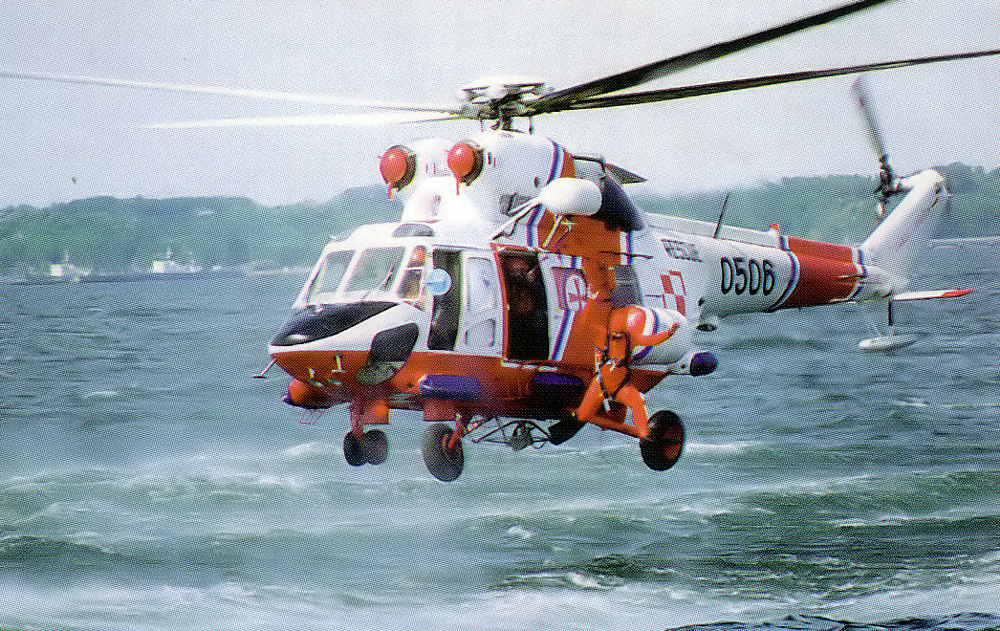
W-3RM Anakonda (verze SAR) polského námořnictva

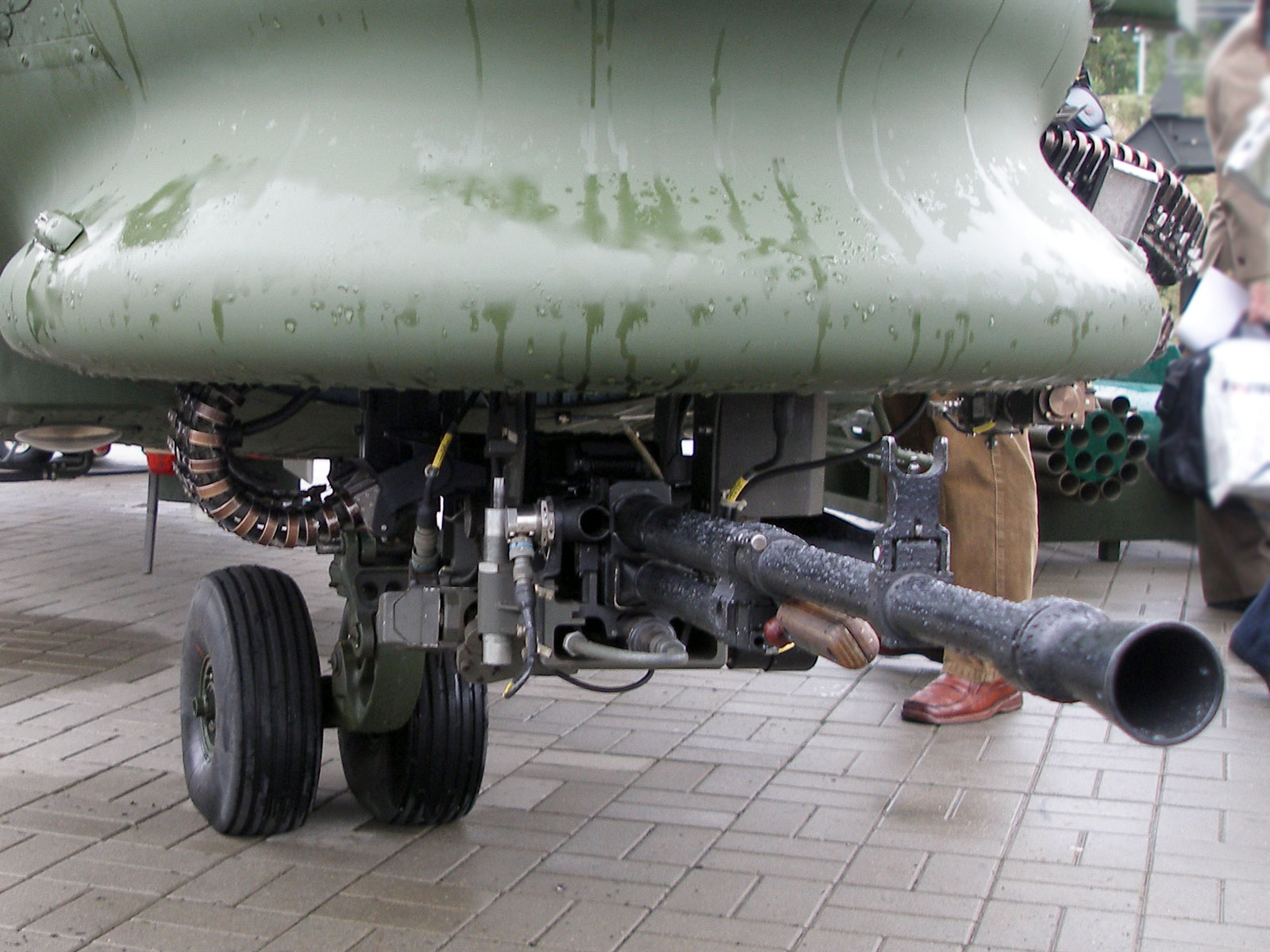
12,7mm kulomet WKM-B otočně instalovaný pod přídí W-3PL Głuszec

### Civilní verze
- W-3 Sokół : Základní civilní víceúčelová verze.
- W-3A Sokół : Verze s certifikací FAR-29.
- W-3AS Sokół
- W-3A2 Sokół
- W-3AM Sokół

### Vojenské verze
- W-3T Sokół: Základní transportní verze
- W-3P Sokół : Vojenská transportní verze pro přepravu pasažérů užívaná polským námořnictvem.
- W-3S Sokół : Verze pro VIP transport užívaná polskými vzdušnými silami.
- W-3W / W-3WA Sokół : Vojenská verze vybavená 23mm kanonem GŠ-23 užívaná pro podporu pozemních sil. Verze W-3SA má certifikaci FAR-29.
- W-3R Sokół : Verze ve zdravotnické konfiguraci určená pro potřeby letecké záchranné služby.
- W-3RL Sokół : Verze pro službu SAR užívaná polskými vzdušnými silami.
- W-3RM / W-3WARM Anakonda : SAR verze, varianta W-3WARM má certifikaci FAR-29.
- W-3PSOT / W-3PPD Gipsówka
- W-3RR Procjon: Verze pro radioelektronický boj.
- W-3PL Głuszec

### Prototypy
- W-3B Jastrząb : Bitevní verze.
- W-3K Huzar
- W-3L Sokół Long
- W-3MS Sokół
- W-3U Salamandra: Vojenská verze vybavená avionikou stroje Mil Mi-24. Byl vyroben pouze jeden kus, který byl později přestavěn na transportní verzi a prodán do Myanmaru.
- W-3U-1 Aligator : Verze pro protiponorkový boj.
- W-3WB Huzar
- W-3WS Sokół

## Vrtulníky W-3A Sokół v Česku

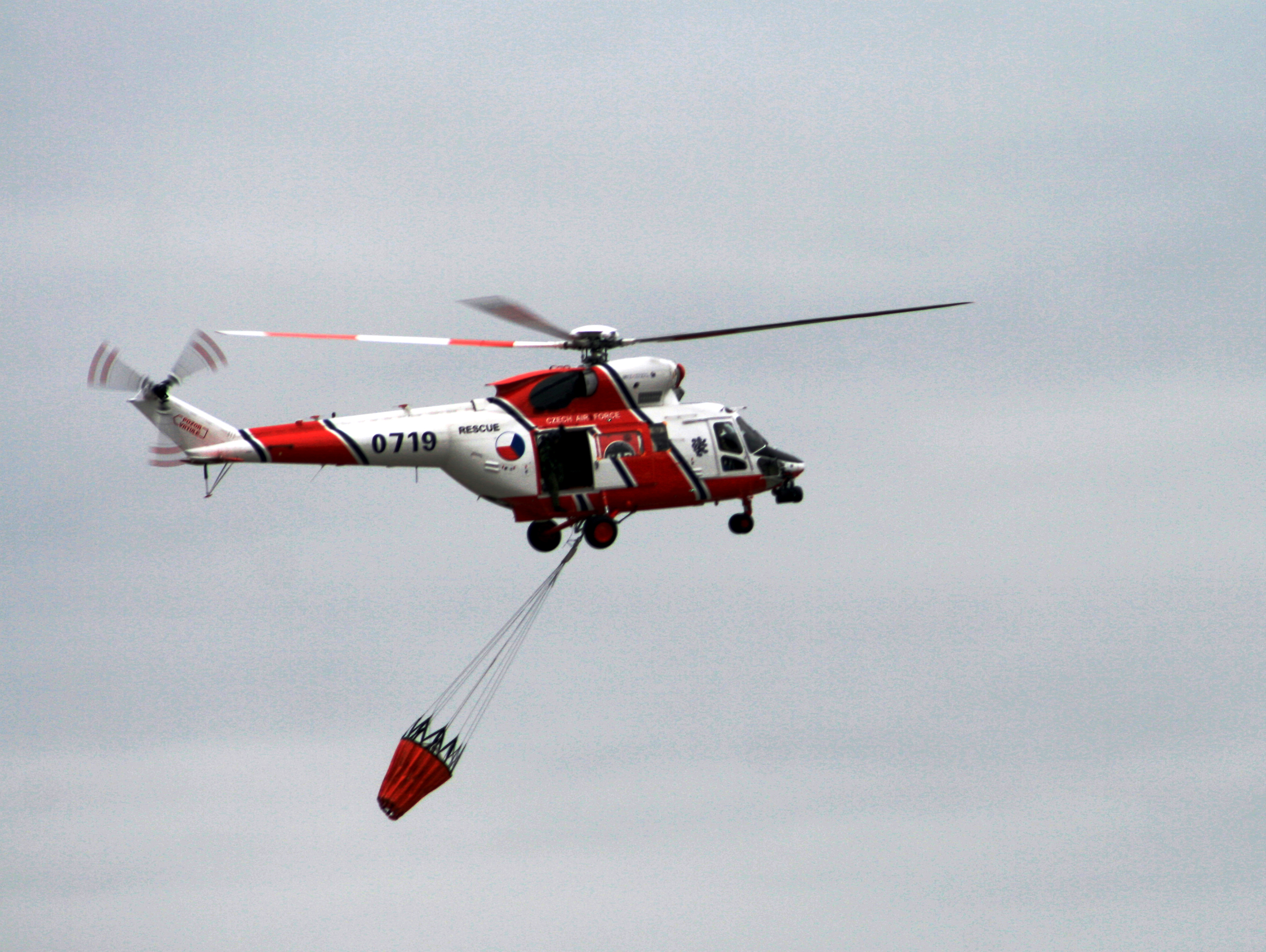
Český armádní W-3A Sokół v antikamuflážním zbarvení s bambi vakem

Poprvé se vrtulník W-3A Sokół objevil v Československu 14. srpna 1989, ale létal pouze ve zkušebním provozu. Česku bylo roku 1996 dodáno 11 strojů výměnou za 10 stíhacích letounů MiG-29, které zdědilo po rozpadu Československa. Jeden vrtulník byl nasazen pro potřeby letecké záchranné služby na stanici Kryštof 07. Armáda ČR zajišťuje s vrtulníkem W-3A Sokół leteckou záchrannou službu pro oblast Plzeňského a Karlovarského kraje. Netypické je zajištění zdravotnické části osádky - jak lékař, tak zdravotnický záchranář jsou také armádní zaměstnanci. Zdravotnická část osádky není tedy zajištěna Zdravotnickou záchrannou službou Plzeňského kraje.
Do konce roku 2008 zajišťovala Armáda ČR na letišti v Plzni-Líních také službu SAR (pátrání a záchrana), pro kterou měla připravený ke vzletu další vrtulník W-3A Sokół. Třetí vrtulník, rovněž určen pro službu SAR, sloužil na letišti v Praze-Kbelích. Služba SAR zajišťovaná Armádou ČR se z Plzně přesunula do Přerova. Na letišti v Přerově sloužil do roku 2010 také jeden vrtulník W-3A Sokół, avšak došlo k dalšímu přesunu. Dnes je služba SAR zajišťována z letiště Praha-Kbely (vrtulníkem W-3A Sokół) a z letiště Náměšť nad Oslavou (vrtulníkem Mil-Mi 24). Pro službu SAR jsou vrtulníky užívány také v Polsku.
V současné době (2016) vlastní Armáda ČR 10 těchto strojů, jeden kus byl ztracen při nehodě 12. února 2001. Dne 3. listopadu 2015 podepsali zástupci ministerstva obrany a společnosti PZL-Świdnik smlouvu o servisní podpoře všech deseti vrtulníků (včetně provedení generální opravy osmi strojů) s platností do roku 2021 v celkové hodnotě do 991 milionů Kč, která umožní provoz Sokolů podle potřeb armády po dobu až 10 let.

### Zajímavost

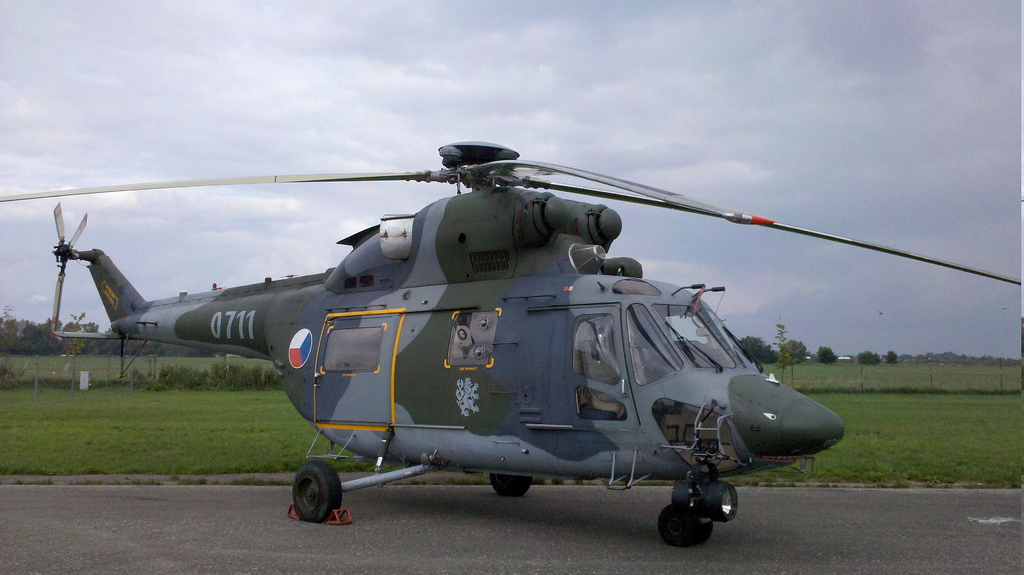
W-3A Sokół vzdušných sil Armády ČR

I přesto, že se jedná o vrtulník provozovaný armádou, má barevné značení jako civilní letouny (červeno-bílé). Není tedy v typických vojenských barvách. Takzvaná antikamufláž má umožnit lepší viditelnost vrtulníku v terénu při zásahu, čímž se zlepšuje úroveň bezpečnosti zasahujícího personálu Letecké záchranné služby. V současné době v tomto zbarvení létají již šest vrtulníků Sokol.

### Kontroverze
Podle poslance Evropského parlamentu za KDU-ČSL Tomáše Zdechovského vrtulníky W-3A Sokół ve zdravotnické konfiguraci nesplňují podmínky pro provoz letecké záchranné služby v Česku. I přesto, že vrtulník ve službách LZS slouží, odporuje provoz předpisům Evropské unie. Vrtulníky užívané pro LZS v Evropské unii musí být dvoumotorové vrtulníky výkonnostní třídy A a hmotnostní kategorie do 7000 liber. Rovněž provoz LZS zajišťován armádou je kontroverzní. Letecká záchranná služba je v Evropě zajišťována výhradně provozovateli, kteří splňují předpis JAR 29 OPS 3. Armáda tyto předpisy podle Zdechovského nesplňuje.
Za kontroverzní je pak převážně považován provoz vojenského vrtulníku v LZS, která je považovaná za druh komerční (výdělečné) činnosti. Předpis JAR 29 OPS 3 v současnosti (2020) již neplatí, byl nahrazen. Vrtulníky W-3A jsou provozovány v kategorii A, první třídě výkonnosti tak, aby splňovaly požadavek na provoz v nehostinném prostředí. Vrtulníky W-3A Sokol svým přístrojovým vybavením, sestavou posádky a přepravní kapacitou převyšují výkonnost běžně používaných vrtulníků v LZS. Umožňují provoz v podmínkách IFR, umožňují LZS v noci a přepravu dvou pacientů. Jsou také vybaveny jeřábem.

## Specifikace (W-3A)

### Technické údaje

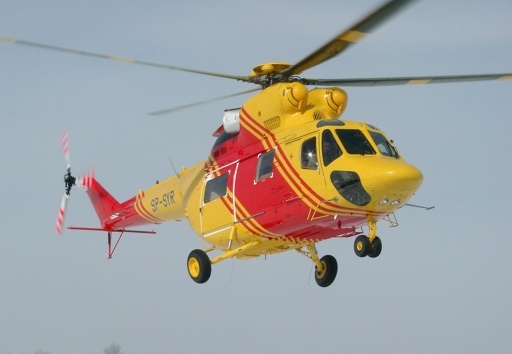
W-3A Sokół ve službách letecké záchranné služby v Polsku (Lotnicze Pogotowie Ratunkowe)

- Posádka: 2 piloti a palubní technik (minimálně jeden pilot a palubní technik)
- Užitečná zátěž: 12 cestujících
- Průměr rotoru: 15,70 m
- Délka trupu: 14,21 m
- Výška: 5,14 m
- Plocha rotoru: 193,6 m²
- Prázdná hmotnost: 3850 kg
- Maximální vzletová hmotnost: 6400 kg
- Pohonná jednotka: 2× turbohřídelový motor WSKPZL Rzeszów PZL-10W, každý o výkonu 670 kW

### Výkony
- Maximální rychlost: 260 km/h
- Cestovní rychlost: 234 km/h
- Stoupavost u země: 10 m/s
- Praktický dostup: 5100 m
- Dolet: 745 km